# Аліоні
Аліоні (груз. ალიონი) — село в Грузії.